# Anstalt (kriminalvård)
För andra betydelser, se Anstalt.

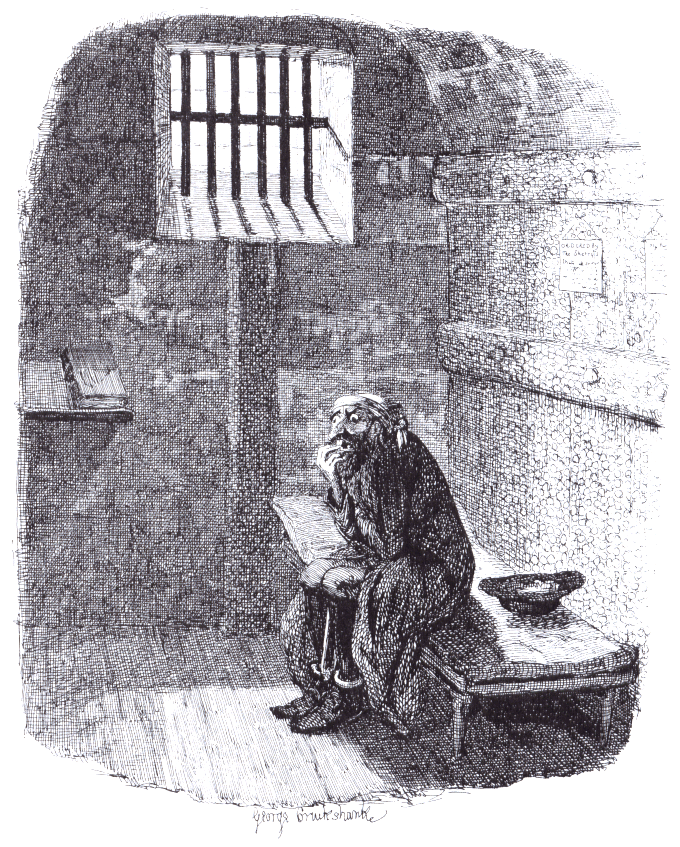
Fagin sitter i sin fängelsehåla i boken Oliver Twist. Bild: George Cruikshank.

Anstalt (Sverige), fängelse (Finland och i dagligt tal), fångvårdsanstalt eller kriminalvårdsanstalt är en institution med omhändertagande uppgifter där personer dömda till fängelsestraff sitter berövade sin frihet, med ett syfte som från 1800-talet och framåt i många länder förskjutits alltmer från straff till rehabilitering.
Sveriges fängelser bytte officiellt namn till fångvårdsanstalter 1938, för att från 1974 återigen ändra namn, och bli kriminalvårdsanstalter. Ordet fängelse lever kvar i dagligt tal för anstalter.
Anstalten skiljer sig från häktet, som är avsett för tillfälligt frihetsberövande.

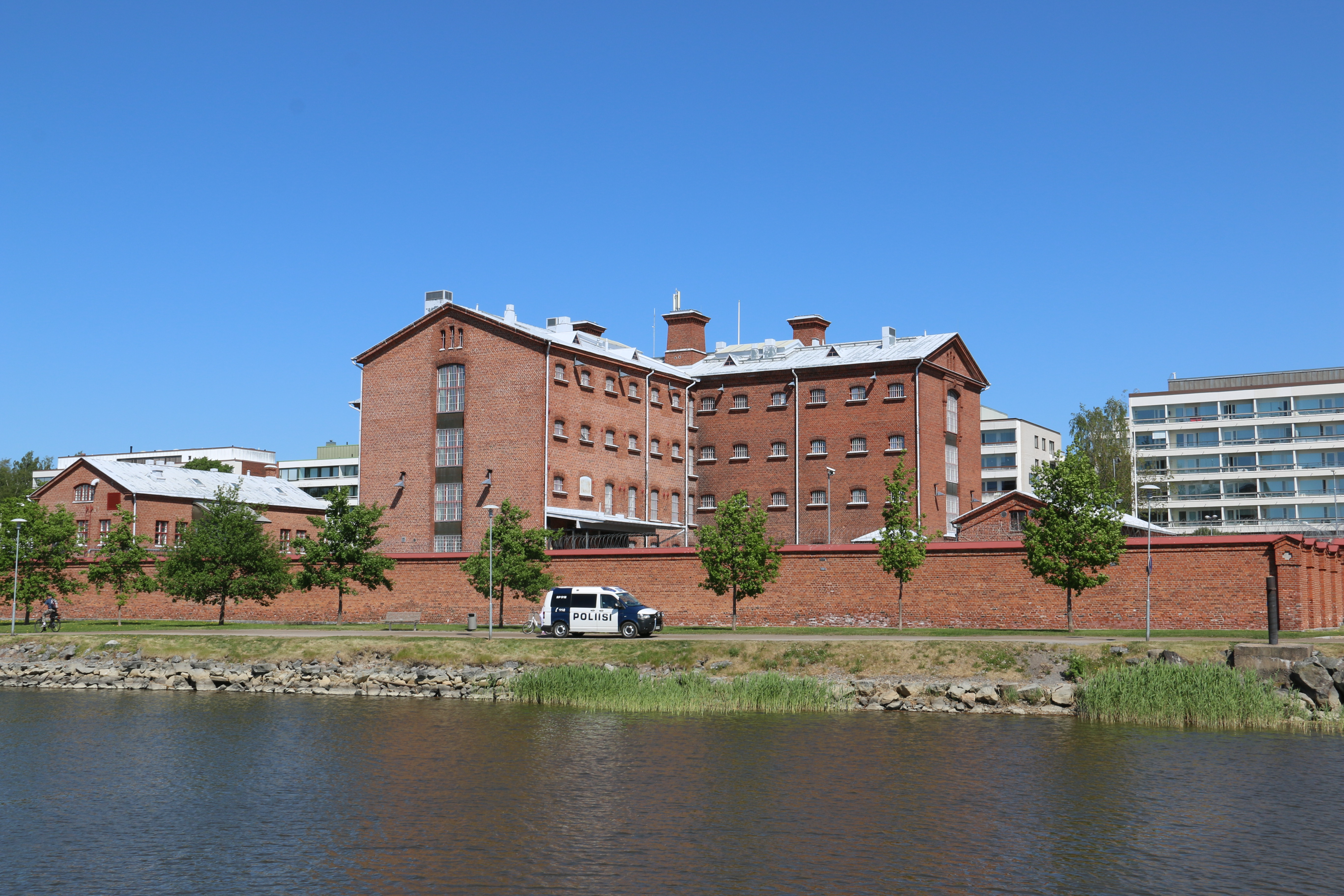
Fängelse i Vasa.

Anstalter finns som sluten anstalt och som öppen anstalt. Öppen anstalt innebär att de intagna kan röra sig fritt på anstalten, och att anstalten endast låses nattetid.

## Sverige
Anstalterna i Sverige delas in i tre olika säkerhetsklasser, betecknade 1–3. Klassningen beror bland annat på anstaltens förmåga att motstå rymnings- och fritagningsförsök samt dess resurser för att hantera ett svårhanterligt klientel. Man skiljer mellan öppen anstalt (3) och sluten anstalt (klass 1–2).
Den 1 oktober 2008 fanns det 5 399 personer inskrivna på anstalt i Sverige. 297 (5,5 procent) var kvinnor och 1481 (27,4 procent) var utländska medborgare.[källa behövs] Bland de utrikes födda som är misstänkta/registrerade för brott är det nordbor (personer från Finland, Norge och Danmark) som är den dominerande gruppen.

## Kända fängelser
- Alcatraz, i San Francisco
- San Quentin, nära San Francisco
- Bastiljen, i Paris
- Djävulsön, i Franska Guyana
- Folsom State Prison, i Kalifornien
- Lubjankafängelset, i Moskva
- Regina Coeli, i Rom
- Sing-Sing, i New York
- Spandaufängelset, i Berlin
- Bang Kwang, i Bangkok, ibland även ironiskt kallat Bangkok Hilton.
- San Pedro, i La Paz

## Fängelser i Sverige

### Nutida
| - Anstalten Asptuna - Anstalten Beateberg - Anstalten Borås - Anstalten Brinkeberg - Anstalten Fosie - Anstalten Färingsö - Anstalten Gruvberget - Anstalten Gävle - Anstalten Hall - Anstalten Halmstad - Anstalten Haparanda - Anstalten Helsingborg - Anstalten Hinseberg - Anstalten Hällby - Anstalten Härnösand - Anstalten Högsbo | - Anstalten Johannesberg - Anstalten Kalmar - Anstalten Karlskoga - Anstalten Kristianstad - Anstalten Kolmården - Anstalten Kumla - Anstalten Ljustadalen - Anstalten Luleå - Anstalten Mariefred - Anstalten Norrtälje - Anstalten Nyköping - Anstalten Ringsjön - Anstalten Rödjan - Anstalten Sagsjön - Anstalten Salberga - Anstalten Saltvik | - Anstalten Skenäs - Anstalten Skogome - Anstalten Skänninge - Anstalten Storboda - Anstalten Svartsjö - Anstalten Sörbyn - Anstalten Tidaholm - Anstalten Tillberga - Anstalten Tygelsjö - Anstalten Täby - Anstalten Umeå - Anstalten Västervik Norra - Anstalten Ystad - Anstalten Åby - Anstalten Österåker - Anstalten Östragård |

### Tidigare fängelser
- Anstalten Hvita Briggen i Ystad
- Anstalten Håga
- Anstalten Karlskrona
- Anstalten Kristianstad Centrum
- Anstalten Malmö Kirseberg
- Anstalten Mariestad
- Anstalten Norrköping
- Anstalten Rostorp
- Anstalten Roxtuna
- Anstalten Smälteryd
- Anstalten Ulriksfors
- Anstalten Visby
- Anstalten Viskan
- Anstalten Västervik Centrum
- Falu fängelse
- Gävleborgs fd länscellfängelse, Gävle
- Härlandafängelset, Göteborg
- Långholmens fängelse, Stockholm
- Umeå gamla fängelse

## Övrigt
Benämningen "kåken" för fängelse var ursprungligen namnet på den spöpåle med halsjärn och fotstockar som stod uppställd i centrala Stockholm fram till år 1833 då den blåste omkull för att aldrig mer resas.

### Fotnoter
1. ↑  ”Fängelselag”. Finlex. https://www.finlex.fi/sv/laki/ajantasa/2005/20050767.
2. ↑  ”Fängelse och tvångsarbete”. Arkiverad från originalet den 28 augusti 2013. https://web.archive.org/web/20130828145939/http://arqivariet.here-for-more.info/BeataLosman/02_Fangelse.htm. Läst 2 september 2011.
3. ↑  ”Brottslighet bland personer födda i Sverige och i utlandet”. Brottsförebyggande rådet. Arkiverad från originalet den 20 november 2020. https://web.archive.org/web/20201120081031/https://www.bra.se/publikationer/arkiv/publikationer/2005-12-14-brottslighet-bland-personer-fodda-i-sverige-och-i-utlandet.html. Läst 22 november 2020.